# Hazegras (Knokke-Heist)
Hazegras is een gebied en een wijk ten westen van Het Zoute in de Belgische gemeente Knokke-Heist.

## Etymologie
De naam Hazegras werd voor het eerst omstreeks 1280 vermeld. Het betrof de schorren op de linkeroever van het Zwin. In 1294 komt de naam Haseghers voor in een document van graaf Gwijde van Dampierre en in 1304 spreekt men in de stadsrekeningen van Brugge van de polre Asegerse.

## Vroege geschiedenis
De schorren van het Hazegras waren, gelegen aan de Zwinmonding, het toneel van tal van militaire schermutselingen. Op 24 juni 1340 vond de Zeeslag bij Sluis plaats. Hierbij werden de Fransen door de Engelsen verslagen. De Fransen probeerden hierbij tevergeefs op het Hazegras te landen.
In 1428 kreeg Jan de Baenst, die baljuw was van Sluis, de eeuwigdurende pacht over de schorren van Hazegras.

## Oude Hazegraspolder
Het gebied bestaat onder meer uit de Oude Hazegraspolder die aan de noordzijde van de Graaf Jansdijk ligt. In 1547 werd aan Johanna van Halewijn toestemming verleend tot het inpolderen op het Hazegras.
In 1599 werd het Fort Sint-Joris op het Hazegras gebouwd. 
In 1604 werd dit fort ingenomen door Prins Maurits, in het kader van de omsingeling van Sluis.
Ten noorden van de Oude Hazegraspolder ligt de Sint-Paulusvaart die eertijds het Fort Sint-Paulus met het Fort Isabella verbond. Deze werken behoorden tot de Linie van Fontaine. Het fort Sint-Paulus en de Sint-Paulusvaart werden aangelegd in 1627. Uit deze tijd stamt ook de Sint-Paulusdijk die parallel aan de Sint-Paulusvaart lag, waardoor de Oude Hazegraspolder kon ontstaan. Halverwege de Sint-Paulusdijk werd nog het Sint-Bernardusfort gebouwd.

## Nieuw-Hazegraspolder
In 1782 kreeg Emmanuel van Croy toestemming om het Hazegras verder in te polderen. In 1783 werd de Nieuwe Hazegraspolderdijk aangelegd, waarmee 648 ha werd ingepolderd. In 1784 werd de Tweede Hazegraspolderdijk aangelegd door Philippe-François Lippens. Ook kwam er een sluis die werd beschermd door een nieuw aan te leggen fort: Het Fort Hazegras. Het Fort Isabella werd ontmanteld. Dit alles kwam gereed in 1785. Enige schermutselingen tussen het Oostenrijks bestuur en de Republiek der Nederlanden, de zogenaamde keteloorlog, leidden tot het Verdrag van Fontainebleau, waarnaar de naam van de wijk de De Vrede verwijst. Graaf Philippe-François Lippens kocht het grootste deel van de Nieuw-Hazegraspolder. De weg van Fort Hazegras naar Schapenbrug werd gekalsijd, teneinde troepentransport te vergemakkelijken.
Hazegras werd in 1811 nog bezocht door Napoleon.

## Belgische opstand
Militair vertoon vond ook plaats tijdens de Belgische Opstand. Op 20 oktober 1830 kwamen militairen uit Brugge die de Nederlanders uit Fort Hazegras verdreven. Tijdens de Tiendaagse Veldtocht, op 5 augustus 1831, voeren twee Nederlandse kanonneerboten het Zwin op om de Hazegrassluis te vernietigen, maar met een stuk geschut lieten de Belgen één ervan vastlopen en de ander werd teruggedreven. In de volgende dagen kwam het aan land tot een schermutseling. Na enkele doden aan Belgische zijde trokken de Nederlanders zich terug.
Fort Hazegras, waarvan het strategische belang was aangetoond, werd in de daaropvolgende jaren versterkt en omgebouwd tot het Fort Leopold. In 1834 bezocht koning Leopold I van België dit fort. Krijgshandelingen vonden er echter niet meer plaats.

## Huidige situatie

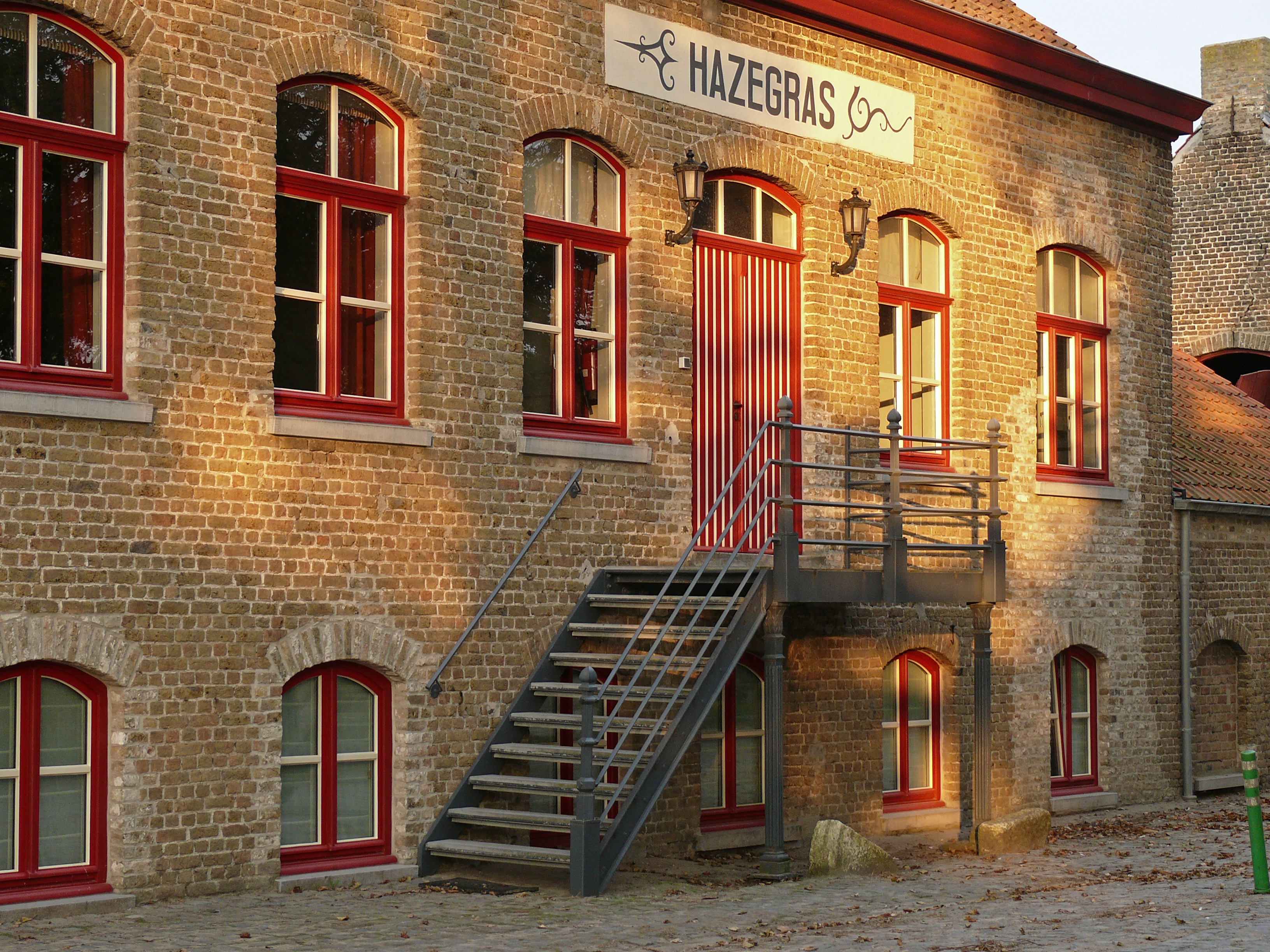
Hazegras, hoeve van losse bestanddelen, Hazegrasstraat 75, Knokke

Enkele verharde wegen werden nog aangelegd, met name de Hazegraskalsijde naar Knokke in 1868. Nog steeds is, in het uiterste oosten van het Hazegrasgebied, aan de merkwaardige loop der wegen te zien waar de forten zijn geweest.
De Hazegraspolder wordt aan de noord- en oostzijde beschermd door de Zeedijk, ten noorden waarvan zich een natuurgebied bevindt dat door duinen wordt afgesloten. In het oosten grensde deze polder aan de voormalige zeearm Het Zwin. In 1873 werd vervolgens de Zwindam en de Willem-Leopoldpolder aangelegd, welke laatste tot de Internationale polders wordt gerekend.
Er werd aan de Sint-Paulusdijk op het domein van Lippens een opvallend complex van boerderijen gebouwd. De plaats ervan lag bij de Grote Stelle, een oude hoeve die teruggaat tot de middeleeuwen, toen er een schapenterp was. De boerderijen zijn er nog steeds en vormen tegenwoordig een beschermd dorpsgezicht. De eerste hoeve die op de schorre werd gebouwd stamde uit 1783, maar deze werd in 1967 gesloopt. De oudste delen van de Hazegrashoeven stammen uit 1784, maar gedurende de 19e eeuw is er veel aan verbouwd en bijgebouwd.
In 1935 werden de resten van het Fort Sint-Bernardus opgeruimd en verscheen op de plaats ervan een waterzuiveringsinstallatie.
De Hazegrassluis uit 1784 is nog steeds aanwezig. Ze is gebouwd van Doornikse steen en arduinsteen en heeft een rondboogopening.